# 乙炔一钠
乙炔一钠是一种有机钠化合物，化学式为NaC2H，它可由乙炔被含钠的碱（如氨基钠）脱质子得到。它是白色固体，中子衍射表明存在Na-C键和拉长的C≡C键（1.27 Å，对比乙炔的C≡C键的1.204 Å）。它和二苯甲酮反应，可以得到1,1-二苯基-2-丙炔-1-醇。